# N24 (België)
De N24 is een korte gewestweg gelegen in de Belgische hoofdstad Brussel. Het is de zuidelijke uitvalsweg uit Brussel. De weg heeft een lengte van ongeveer 5,5 kilometer.
De weg verbindt het Poelaertplein met de Tweede Ring rond Brussel. De N24 dwarst de Kleine Ring (R20) aan het Louizaplein. De Louizalaan en de Rooseveltlaan maken deel uit van deze gewestweg. De Stefaniatunnel, de Baljuwtunnel en de Vleurgattunnel maken deel uit van het traject van de weg.

## N24a
De N24a zijn de parallelwegen van de N24 in de stad Brussel. Zowel de weg stad in als de stad uit wordt aangeduid met N24a. De wegen beginnen net als de N24 bij het Poelaertplein en eindigt bij de kruising tussen de Louizalaan en de Émile de Motlaan. De N24a heeft een lengte van ongeveer 2,6 kilometer.

## N24b
De N24b is het verlengde van de N24a over de Louizalaan. De 350 meter lange route volgt de straat tot aan de rotonde met de Lloyd Georgelaan (R21). Onderweg kruist de route de N24c.

## N24c
De N24c is een verbindingsweg tussen de N24b en de N5 in Brussel. De 350 meter lange route gaat over de Legrandlaan.